# Coppa KOVO 2024 (femminile)
La Coppa KOVO 2024, 19ª edizione della coppa di lega sudcoreana femminile di pallavolo, si è svolta dal 29 settembre 2024 al 6 ottobre 2024: al torneo hanno partecipato sette squadre di club sudcoreane e una giapponee e la vittoria finale è andata per la quinta volta alle Hyundai Hillstate.

## Regolamento

### Formula
La competizione prevede due fasi, quella preliminare e quella finale:
- Nella fase preliminare le sette squadre provenienti dalla V-League e la formazione giapponese delle Aranmare Yamagata vengono divise in due gironi da quattro squadre, al termine dei quali le prime due classificate di ciascun girone si qualificano alla fase finale;
- Nella fase finale le formazioni qualificate si sfidano in incontri di semifinale e finale in gara unica, con gli accoppiamenti basati sul posizionamento nella fase preliminare.

### Criteri di classifica
L'ordine del posizionamento in classifica è stato definito in base a:
- Numero di partite vinte;
- Ratio dei punti realizzati/subiti;
- Ratio dei set vinti/persi.

## Squadre partecipanti
| Girone A          | Girone B          |
| ----------------- | ----------------- |
| AI Peppers        | Aranmare Yamagata |
| GS Caltex Seoul   | IBK Altos         |
| Hyundai Hillstate | Pink Spiders      |
| Korea Expressway  | Red Sparks        |

## Torneo

### Fase a gironi

#### Gruppo A

##### Risultati
| 29 settembre 2024 Tongyeong Gymnasium, Tongyeong Durata: 2h:20 - 1 712 | GS Caltex Seoul   | 3 - 2 | Korea Expressway  | 25-19, 23-25, 22-25, 25-19, 15-13 |
| 29 settembre 2024 Tongyeong Gymnasium, Tongyeong Durata: 2h:20 - 1 400 | Hyundai Hillstate | 3 - 2 | AI Peppers        | 22-25, 25-23, 27-25, 22-25, 15-11 |
| 1º ottobre 2024 Tongyeong Gymnasium, Tongyeong Durata: 2h:01 - 1 864   | Korea Expressway  | 3 - 1 | AI Peppers        | 22-25, 25-19, 25-23, 27-25        |
| 1º ottobre 2024 Tongyeong Gymnasium, Tongyeong Durata: 2h:06 - 1 446   | GS Caltex Seoul   | 3 - 1 | Hyundai Hillstate | 25-21, 20-25, 29-27, 25-23        |
| 3 ottobre 2024 Tongyeong Gymnasium, Tongyeong Durata: 1h:25 - 1 831    | AI Peppers        | 0 - 3 | GS Caltex Seoul   | 21-25, 21-25, 22-25               |
| 3 ottobre 2024 Tongyeong Gymnasium, Tongyeong Durata: 1h:45 - 1 725    | Hyundai Hillstate | 3 - 1 | Korea Expressway  | 25-18, 25-15, 20-25, 25-16        |

##### Classifica
| Pos. | Squadra           | G | V | P | SV | SP | Ratio | PF  | PS  | Ratio |
| ---- | ----------------- | - | - | - | -- | -- | ----- | --- | --- | ----- |
| 1    | GS Caltex Seoul   | 3 | 3 | 0 | 9  | 3  | 3,000 | 284 | 261 | 1,088 |
| 2    | Hyundai Hillstate | 3 | 2 | 1 | 7  | 6  | 1,167 | 302 | 282 | 1,071 |
| 3    | Korea Expressway  | 3 | 1 | 2 | 6  | 7  | 0,857 | 274 | 297 | 0,923 |
| 4    | AI Peppers        | 3 | 0 | 3 | 3  | 9  | 0,333 | 265 | 285 | 0,930 |

      Qualificata in semifinale.

#### Gruppo B

##### Risultati
| 30 settembre 2024 Tongyeong Gymnasium, Tongyeong Durata: 1h:27 - 1 837 | Pink Spiders      | 3 - 0 | Aranmare Yamagata | 25-19, 25-18, 25-19               |
| 30 settembre 2024 Tongyeong Gymnasium, Tongyeong Durata: 2h:17 - 1 085 | IBK Altos         | 2 - 3 | Red Sparks        | 20-25, 25-18, 23-25, 25-23, 11-15 |
| 2 ottobre 2024 Tongyeong Gymnasium, Tongyeong Durata: 1h:50 - 885      | Aranmare Yamagata | 1 - 3 | IBK Altos         | 23-25, 18-25, 25-22, 15-25        |
| 2 ottobre 2024 Tongyeong Gymnasium, Tongyeong Durata: 2h:14 - 1 827    | Red Sparks        | 3 - 2 | Pink Spiders      | 25-17, 20-25, 23-25, 25-20, 15-11 |
| 4 ottobre 2024 Tongyeong Gymnasium, Tongyeong Durata: 1h:48 - 1 123    | Red Sparks        | 1 - 3 | Aranmare Yamagata | 18-25, 25-23, 21-25, 22-25        |
| 4 ottobre 2024 Tongyeong Gymnasium, Tongyeong Durata: 1h:57 - 1 753    | IBK Altos         | 3 - 1 | Pink Spiders      | 25-18, 14-25, 25-23, 25-21        |

##### Classifica
| Pos. | Squadra           | G | V | P | SV | SP | Ratio | PF  | PS  | Ratio |
| ---- | ----------------- | - | - | - | -- | -- | ----- | --- | --- | ----- |
| 1    | IBK Altos         | 3 | 2 | 1 | 8  | 5  | 1,600 | 290 | 274 | 1,058 |
| 2    | Red Sparks        | 3 | 2 | 1 | 7  | 7  | 1,000 | 300 | 300 | 1,000 |
| 3    | Pink Spiders      | 3 | 1 | 2 | 6  | 6  | 1,000 | 260 | 253 | 1,028 |
| 4    | Aranmare Yamagata | 3 | 1 | 2 | 4  | 7  | 0,571 | 235 | 258 | 0,911 |

      Qualificata in semifinale.

### Fase finale
|  | Semifinali        | Semifinali |                   |            | Finale | Finale |  |
|  |                   |            |                   |            |        |        |  |
|  | GS Caltex Seoul   | 2          |                   |            |        |        |  |
|  | GS Caltex Seoul   | 2          |                   |            |        |        |  |
|  | Red Sparks        | 3          |                   |            |        |        |  |
|  | Red Sparks        | 3          |                   | Red Sparks | 1      |        |  |
|  |                   |            |                   | Red Sparks | 1      |        |  |
|  |                   |            | Hyundai Hillstate | 3          |        |        |  |
|  | IBK Altos         | 0          | Hyundai Hillstate | 3          |        |        |  |
|  | IBK Altos         | 0          |                   |            |        |        |  |
|  | Hyundai Hillstate | 3          |                   |            |        |        |  |

#### Semifinali
| 5 ottobre 2024 Tongyeong Gymnasium, Tongyeong Durata: 2h:09 - 1 598 | GS Caltex Seoul | 2 - 3 | Red Sparks        | 25-23, 20-25, 25-23, 17-25, 10-15 |
| 5 ottobre 2024 Tongyeong Gymnasium, Tongyeong Durata: 1h:20 - 1 669 | IBK Altos       | 0 - 3 | Hyundai Hillstate | 23-25, 10-25, 17-25               |

#### Finale
| 6 ottobre 2024 Tongyeong Gymnasium, Tongyeong Durata: 1h:49 - 1 934 | Red Sparks | 1 - 3 | Hyundai Hillstate | 25-23, 15-25, 14-25, 18-25 |

## Premi individuali
| Premio                 | Giocatore             | Squadra           |
| ---------------------- | --------------------- | ----------------- |
| MVP                    | Laetitia Moma Bassoko | Hyundai Hillstate |
| Most Impressive Player | Vanja Bukilić         | Red Sparks        |
| Rising star            | Shin Eun-ji           | Red Sparks        |